# Metria binea
Metria binea är en fjärilsart som beskrevs av Druce. Metria binea ingår i släktet Metria och familjen nattflyn. Inga underarter finns listade i Catalogue of Life.